# Hanne Desmet
Pour les articles homonymes, voir Desmet.
Hanne Desmet, née le 26 octobre 1996 à Wilrijk, est une patineuse de vitesse sur piste courte belge.

## Carrière
Elle remporte la médaille d'argent du 3 000 mètres aux Championnats d'Europe de patinage de vitesse sur piste courte 2019 à Dordrecht.

### Mondiaux de 2021
Aux Championnats du monde de patinage de vitesse sur piste courte 2021 à Dordrecht, elle est médaillée d'argent sur 1 000 mètres.

### Jeux olympiques 2022
Elle est médaillée de bronze sur 1 000 mètres aux Jeux Olympiques de Pékin en 2022. C'est la première médaille belge aux Jeux olympiques de 2022.

### Championnats d'Europe 2024
Aux Championnats d'Europe de patinage de vitesse sur piste courte 2024 à Gdańsk, elle est médaillée d'or sur le 1000 mètres et médaillée de bronze sur le 500 mètres et avec le relais mixte.

## Vie privée
Au sein de l'équipe nationale belge, elle est entraînée par Ingmar van Riel. À partir de 2023, l'entraîneur assistant de l'équipe belge est son compagnon Joey Mantia.